# 前359年
| 千纪： | 前1千纪 |
| 世纪： | 前5世纪 \| 前4世纪 \| 前3世纪 |
| 年代： | 前380年代 \| 前370年代 \| 前360年代 \| 前350年代 \| 前340年代 \| 前330年代 \| 前320年代                                                                                                 |
| 年份： | 前364年 \| 前363年 \| 前362年 \| 前361年 \| 前360年 \| 前359年 \| 前358年 \| 前357年 \| 前356年 \| 前355年 \| 前354年                                                                   |
| 纪年： | 周顯王十年 魯共公二十四年 田齊桓公十六年 晉孝公三十年 趙成侯十六年 魏惠王十一年 韓昭侯四年 秦孝公三年 楚宣王十一年 宋剔成君十一年 衛成侯三年 燕後文公三年 越王無顓二年 中山桓公二十二年 |

## 大事记
- 韓懿侯薨，子韓昭侯立。
- 波斯帝国阿达薛西三世登基。
- 马其顿王国腓力二世登基。
- 秦国任衛鞅為左庶長，開始變法。

## 出生
- 腓力三世，马其顿国王

## 逝世
- 马其顿国王帕迪卡斯三世战死。
- 阿尔塔薛西斯二世，波斯国王